# Министерство внутренних дел Болгарии
Министе́рство вну́тренних дел Болга́рии является юридическим лицом, которое финансируется из государственного бюджета Республики Болгария. Административная структура МВД Болгарии основывается на строгом иерархичном порядке и чётко выраженной централизации.
Основная задача МВД Болгарии — защита прав и свобод граждан, национальной безопасности и общественного порядка в стране.
Принципы, деятельность, устройство и управление МВД Болгарии определяются специальным «Законом о министерстве внутренних дел». Деятельность МВД находится под гражданским контролем, который регламентирован конституцией РБ и законом о МВД.

## Структура
- Министр внутренних дел
  - Отдел внутреннего аудита
  - Дирекция «Внутренняя безопасность»

- Заместители министра внутренних дел

- Главный секретарь
  - секретариат МВД
  - дирекция МОПС (международное оперативное полицейское сотрудничество)

- Основные структуры - МВД
  - главная дирекция «Национальная Полиция»
  - главная дирекция «Пограничная полиция»
  - главная дирекция «Борьба с организованной преступностью»
  - главная дирекция «Пожарная безопасность и защита населения»
  - Специализированные силы по борьбе с терроризмом

- Специализированная дирекция «Оперативные технические операции»
  - Дирекция «Внутренняя безопасность»
  - Дирекция «Миграция»
  - Дирекция «Болгарские личные документы»
  - Дирекция «Международные проекты»
  - Дирекция «Национальная система 112»

- Специализированные административные дирекции
  - Управление «людских ресурсов»
  - Управление «государственных закупок»
  - Управление «координации и административного обслуживания»
  - Управление по вопросам обороны и мобилизации
  - Управление «бюджетированием и бюджетированием»
  - Управление «Юридическое и правовое »
  - Управление «прессы и связей с общественностью»
  - Департамент «имущества и социальной деятельности»

- Академия МВД

- Медицинский институт МВД

- Научно-исследовательские и научно-прикладные институты
  - институт компьютерных технологий
  - институт специальной техники
  - институт психологии
  - научно-исследовательский институт криминалистики и криминологии

## Награды
- Медаль «За заслуги» (2018 год, Словения) — за заслуги в преодолении миграционного кризиса в период 2015-2016 годов[2].